# Árchez (kommunhuvudort)
Árchez är en kommunhuvudort i Spanien.   Den ligger i provinsen Provincia de Málaga och regionen Andalusien, i den södra delen av landet, 400 km söder om huvudstaden Madrid. Árchez ligger 436 meter över havet och antalet invånare är 432.
Terrängen runt Árchez är kuperad åt sydväst, men åt nordost är den bergig.  Närmaste större samhälle är Vélez-Málaga, 11,8 km sydväst om Árchez. 